# Каплан Буровић
Каплан Буровић (алб. Kaplan Resuli; Улцињ, 8. август 1934 — Женева, 11. август 2022) био је српски албанолог, књижевник, публициста и истраживач. Почасни је члан Академије наука и уметности интелектуалаца.

## Поријекло
Буровићи су били угледни житељи Пераста (католици) али су их Аустријанци протјерали. На посјед конте Буровића у Лепетанима, су се населили преци Лазара Томановића. Било је потомака Буровића и у Tребињу с презименом Ресулбеговићи. Један Буровић из Пераста се исламизовао, и његови потомци се дијела на оне који су задржали, и који су промијенили презиме. Син Милоша Буровића звао се Ристо. Милош се назвао Мехмед, а син Ристо је постао Ризван ага Буровић. Ризванов син је одбацио презиме Буровић и узео Ризванагић, касније Ризванбеговићи. Један од Ризванебеговића из Херцеговине је с Његошем попио крв у Дубровнику и побратимили су се. Један од потомака Ризванагића је узео ново презиме, по оцу Ресул бегу, Ресулбеговић, јер су бегови изнад ага. Међу њима је најславнији Осман-паша Ресулбеговић.
Буровићи муслимани су углавном у Старој Рашкој (село Читлук), у Италији су постали Италијани, а у Чајничу су православни Срби. У Улцињу је презиме Ресулбеговић касније албанизовано у Ресули. Каплан се вратио корјенима, вратио је старо презиме Буровић и прешао у православље.

## Живот
Текстове које је писао објавио је у више од 100 одштампаних радова. Због слободе мишљења и говора у Југославији је био двије, а у Албанији 43 године у затвору.
Прва жена му је била Туркиња из Тетова која га је оставила када је ухапшен, а друга Влахиња из Албаније, с којом је добио Душана и Душанку (Душица). Душан је имао 6, а Душанка 4 године, када је одведен у затвор у Албанији. У Југославији му је разорена прва породица, а у Албанији му је разорена друга породица, а дјеца Душан и Душица су масакрирани.

## Важнија дјела
У Тирани му је 2009. спаљен комплетан штампани тираж 4 књиге.
- Истина је неуништива: студије и чланци (2019)
- Скадар: историја (2014)
- Очи Симониде оптужују (2014)
- Титоистички судски процес (2014)
- Ко су Албанци?: студије о пореклу Албанаца (2013) - друго издање
- Буровићи - породична историја (2008) - друго, допуњено издање
- Његош и Албанци: студије (2002, 2016)